# (17100) Kamiokanatsu
(17100) Kamiokanatsu est un astéroïde de la ceinture principale.

## Description
(17100) Kamiokanatsu est un astéroïde de la ceinture principale. Il fut découvert le 10 mai 1999 à Socorro (Nouveau-Mexique) par le projet LINEAR. Il présente une orbite caractérisée par un demi-grand axe de 2,79 UA, une excentricité de 0,05 et une inclinaison de 5,6° par rapport à l'écliptique.

## Compléments